# Bargen (Berno)
Bargen – gmina (niem. Einwohnergemeinde) w Szwajcarii, w kantonie Berno, w regionie administracyjnym Seeland, w okręgu Seeland. Leży nad rzeką Aare oraz Kanałem Hagneck.

## Demografia
W Bargen mieszka 1 051 osób. W 2020 roku 9,1% populacji gminy stanowiły osoby urodzone poza Szwajcarią.

## Transport
Przez teren gminy przebiegają drogi główne nr 22 i nr 237.